# Nymphula sinuosa
Nymphula sinuosa là một loài bướm đêm trong họ Crambidae.